# Kauno diena
Kauno diena (en lituanien Le jour de Kaunas) est un quotidien lituanien, imprimé à Kaunas. En 1998, il a été racheté par le géant Norvégien des médias Orkla Media, puis en décembre 2006 par Hermis Capital.
Son tirage est d'environ 38 000 (2005).
Il fut précédemment nommé Tarybų Lietuva (Lituanie soviétique, 1945-1950) puis Kauno Tiesa (La vérité de Kaunas, 1950-1992).
La rédactrice en chef du Kauno Diena est Žilvinė Petrauskaitė-Taranda.

## Anciens rédacteurs
- 1945 – Jonas Šimkus
- 1945–1950 – Donatas Roda
- 1950 – Juozas Chlivickas
- 1951–1953 – Povilas Putrimas
- 1954–1956 – Julius Čygas
- 1956–1958 – V.Norvaiša
- 1958–1960 – Juozas Leonavičius
- 1960–1987 – Zenonas Baltušnikas
- 1987–1998 – Teklė Mačiulienė
- 1999–2007 – Aušra Lėka
- 2007 – Kęstutis Jauniškis